# Antoine Perrenot de Granvelle
Antoine kardinál Perrenot de Granvelle (20. srpna 1517, Besançon, Burgundsko – 21. září 1586, Madrid) byl duchovní a aktér nizozemské revoluce.

## Život
Granvelle se v roce 1540 stal biskupem v Arrasu, v roce 1560 arcibiskupem v Mechelenu, v roce 1561 kardinálem. V letech 1560 až 1564 byl hlavním rádcem Markéty Parmské, v letech 1585 až 1586 byl arcibiskupem v Besançonu. Byl renesanční člověk – měl rád jídlo, víno a galantní dobrodružství.